# Гамней
Гамней (норв. Hamnøy) — невелике рибальське поселення у комуні Москенес у фюльке Нурланн, Норвегія. Розташоване на східному боці острова Москенесея (Moskenesøya), на відстані приблизно 1,5 км на південний схід від Рейне, уздовж фйорду Вестфйорден. Раніше Гамней і Рейне були з'єднані поромною переправою, але з введенням до експлуатації мостів на трасі E10 (частина англ. Lofoten Mainland Connection) пором було скасовано.